# Donovan Leitch (Schauspieler)

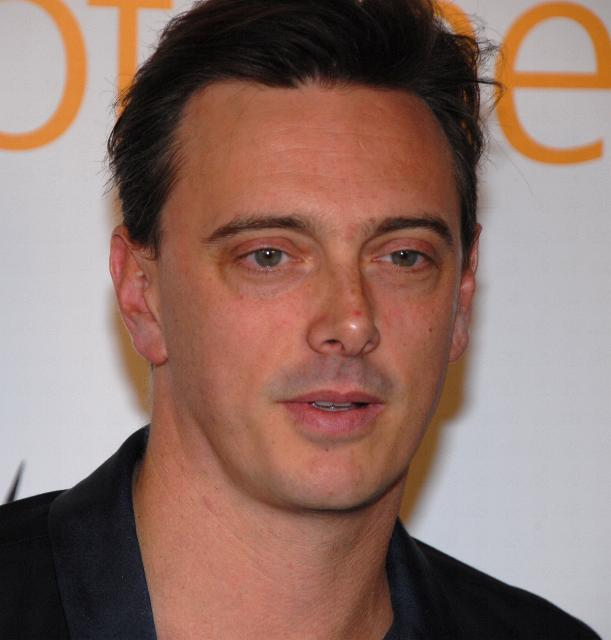
Donovan Leitch 2008

Donovan Jerome Leitch (* 16. August 1968) ist ein US-amerikanischer Schauspieler, Dokumentarfilmer und Sänger schottischer Herkunft.

## Werdegang
Leitch wurde in England geboren und ist der Sohn des Schotten Donovan und des amerikanischen Fotomodels Enid Karl. Er ist der Bruder der Schauspielerin Ione Skye. Leitchs Eltern trennten sich, als er drei Jahre alt war, und er wuchs bei seiner Mutter in Hollywood Hills in Kalifornien auf.
Leitch war von 2002 bis 2014 Sänger der Band Camp Freddy. Mit Jason Nesmith (Sohn von Michael Nesmith) gründete er die Neo-Glam-Gruppe „Nancy Boy“.
Er war ab 1997 mit dem schottischen Model Kirsty Hume verheiratet. Ihre gemeinsame Tochter wurde im März 2004 geboren und arbeitet ebenfalls als Model. Die Trennung erfolge im Jahr 2011 und die Einreichung der Scheidung im Sommer 2014. Mit seiner zweiten Frau, die er 2015 heiratete, hat er einen 2015 geborenen Sohn.

## Filmografie (Auswahl)
- 1984: Electric Boogaloo (Breakin '2: Electric Boogaloo)
- 1987: Dance Party (The In Crowd)
- 1988: Adams kesse Rippe (And God Created Woman)
- 1988: Der Blob (The Blob)
- 1989: Glory (Glory)
- 1989: Todesparty II (Cutting Class)
- 1996: I Shot Andy Warhol (I Shot Andy Warhol)
- 1997: Big City Blues
- 1998: Love Kills (Love Kills)
- 2021: Habit